# Rafflesia schadenbergiana
Rafflesia schadenbergiana este o specie de plante parazite din genul Rafflesia, familia Rafflesiaceae, ordinul Malpighiales, descrisă de Goepp. și Georg Hans Emmo Emo Wolfgang Hieronymus. Conform Catalogue of Life specia Rafflesia schadenbergiana nu are subspecii cunoscute.